# Tancredi Scarpelli
Pour les articles homonymes, voir Scarpelli.
Tancredi Scarpelli (1866-1937) est un illustrateur et dessinateur italien de bande dessinée.

## Biographie
Frère aîné de Filiberto Scarpelli (it), Tancredi Scarpelli est issu d'une famille dont tous les membres masculins sont dans l'armée. Comme son père, il s'engage dans l'armée italienne et suit une formation jusqu'au grade de maître d'armes. Il quitte finalement l'armée et s'oriente vers le dessin et fait ses débuts d'illustrateur au début XXe siècle pour entre autres The Sunday Newspaper et Illustrated Scene avant de collaborer avec la maison d'édition Giuseppe Nardini à Florence, dessinant entre autres des bandes dessinées, des images héroïques et des personnages comme Nick Carter, Nat Pinkerton, Joe Petrosino et Lord Lister.
Il a également illustré de nombreux livres, dont la Storia d'Italia de Paolo Giudici, des romans policiers, les romans de Emilio Salgari, I promessi sposi d'Alessandro Manzoni, publié en 1910 sous forme de polycopié, avec 40 illustrations de Scarpelli et la Divine Comédie.

## Images

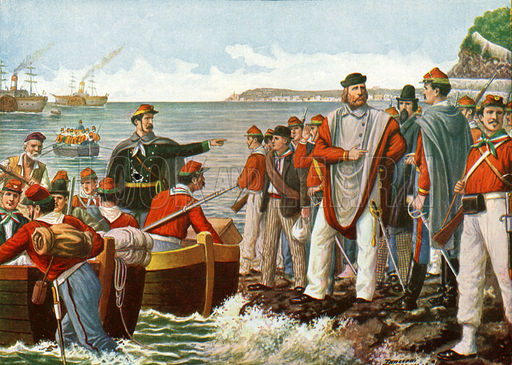
Giuseppe Garibaldi partant pour l'Expédition des Mille en 1860.
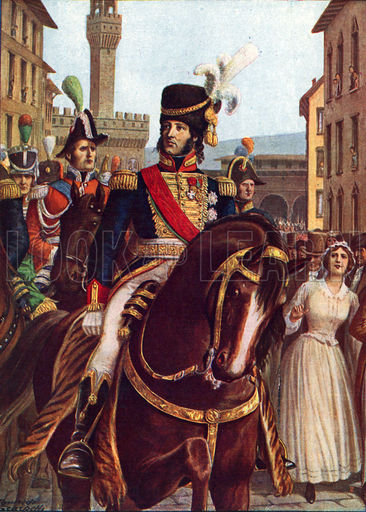
Joachim Murat entre à Florence, le 19 janvier 1801.
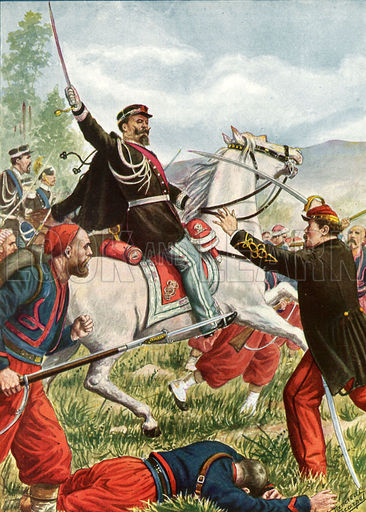
Victor-Emmanuel II à la bataille de Solferino.
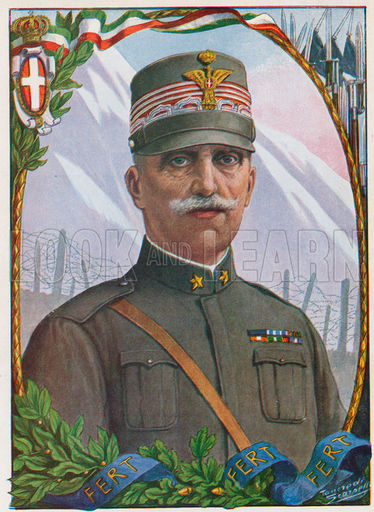
Victor-Emmanuel III, le roi soldat.
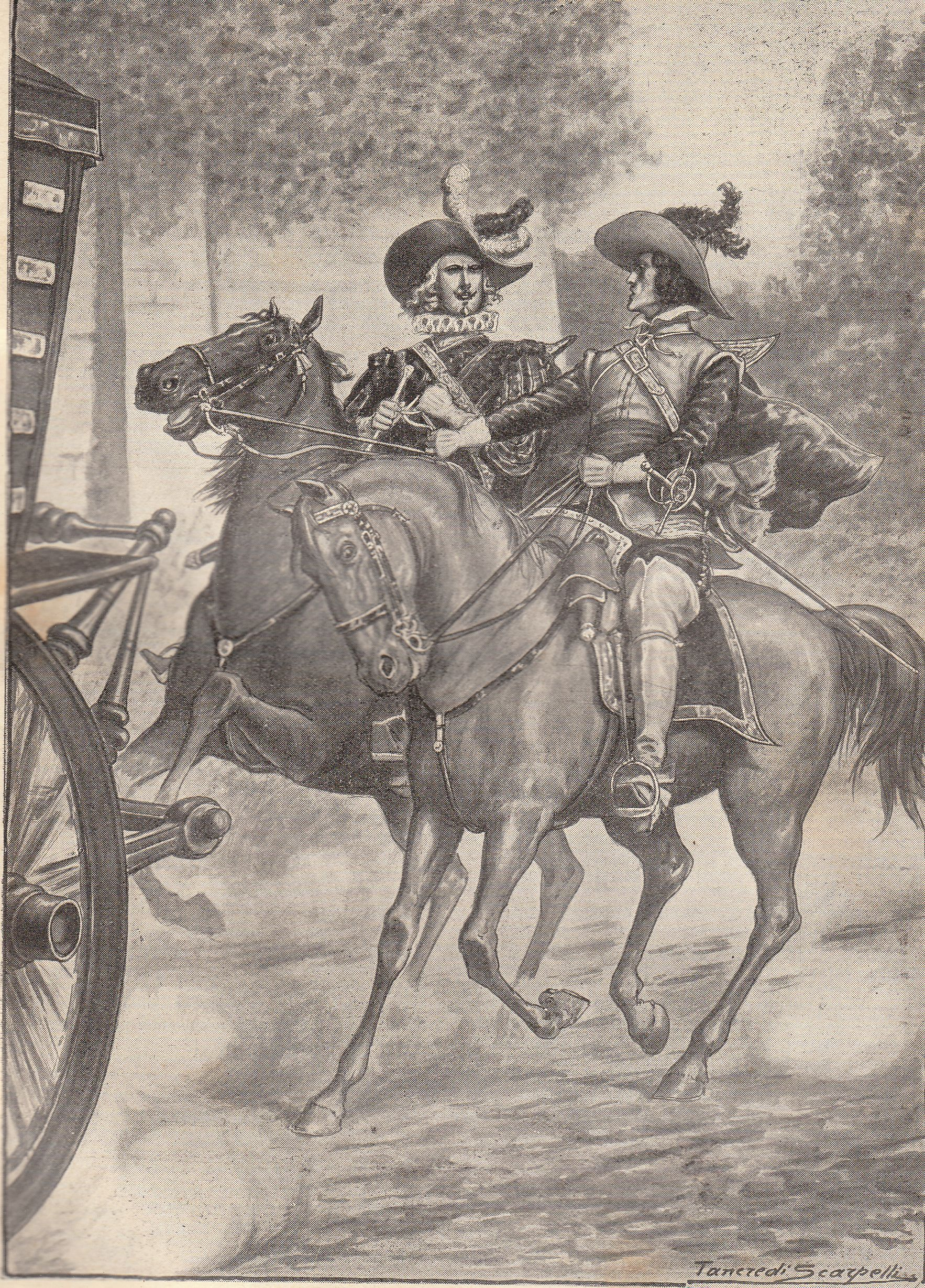
I tre moschettieri, d'Alexandre Dumas,1932.